# Commotria
Commotria is een geslacht van vlinders van de familie snuitmotten (Pyralidae), uit de onderfamilie Phycitinae.

## Soorten
- C. albinervella Hampson, 1918
- C. albistria Janse, 1922
- C. arrhabdella Hampson, 1918
- C. bivittata Shaffer, 1976
- C. breviramella Gaede, 1916
- C. castaneipars Hampson, 1918
- C. cincaidella Dyar, 1904
- C. clavula Shaffer, 1976
- C. crassiscapella Ragonot, 1888
- C. enervella Hampson, 1918
- C. invenustella Berg, 1885
- C. laticostalis Hampson, 1901
- C. leucosparsalis Janse, 1922
- C. longipennis Caradja, 1937
- C. mesiella Hampson, 1918
- C. oberthurii Ragonot, 1888
- C. oxyloncha Meyrick, 1933
- C. phlebicella Hampson, 1918
- C. phoenicias Hampson, 1918
- C. phycitella (Ragonot, 1888)
- C. phyrdes Dyar, 1914
- C. prolata Shaffer, 1976
- C. prophaeella Hampson, 1918
- C. rhodoneura Hampson, 1918
- C. rosella Hampson, 1918
- C. ruficolor Janse, 1922
- C. rufidelineata Hampson, 1918
- C. rufimedia Hampson, 1918
- C. setosa Shaffer, 1976
- C. simplex Janse, 1922
- C. sinuta Shaffer, 1976
- C. taishanella Caradja, 1937
- C. triangulata Shaffer, 1976
- C. venosella Hampson, 1918